# 朱鏞
朱鏞（1423年—？），字廷用，浙江杭州府仁和縣人，民籍，明朝政治人物。進士出身。

## 生平
浙江鄉試第六名。景泰二年（1451年）辛未科會試第六十一名，殿試登進士第二甲第十一名。

## 家族
曾祖朱德貴。祖父朱原亮。父亲朱賢。